# سیارک ۶۰۱۴
سیارک ۶۰۱۴ (به انگلیسی: 6014 Chribrenmark، نامگذاری:1991PO10) شش هزار و چهاردهمین سیارک کشف شده‌است که در ۷ اوت ۱۹۹۱ کشف شد.
قدر مطلق سیارک برابر ۳۰.۹ است.